# Morašice (Chrudimi járás)
Morašice település Csehországban, a Chrudimi járásban. Morašice Mladoňovice, Heřmanův Městec, Stolany, Bojanov, Vápenný Podol, Úherčice és Lány településekkel határos. Lakosainak száma 794 fő (2024. január 1.).

## Népesség
A település lakosságának változását az alábbi diagram mutatja:
| Lakosok száma | 1120 | 1166 | 1023 | 765  | 640  | 588  | 701  | 728  | 750  | 794  |
|               | 1869 | 1890 | 1921 | 1950 | 1980 | 2001 | 2017 | 2019 | 2022 | 2024 |